# دانيال إدواردو سيلفا
دانيال إدواردو سيلفا (بالبرتغالية: Daniel Eduardo Silva‏) هو دراج برتغالي، ولد في 8 يونيو 1985.

## وصلات خارجية
- دانيال إدواردو سيلفا على موقع أرشيف الدراجات (الإنجليزية)
- دانيال إدواردو سيلفا على موقع إحصائيات الدراجات الإحترافية (الإنجليزية)
- دانيال إدواردو سيلفا على موقع نسبة الدراجات (الإنجليزية)
- دانيال إدواردو سيلفا على موقع MTB Data (الإنجليزية)